# Eglone
Eglone este o arie protejată (arie specială de conservare — SAC, sit de importanță comunitară — SCI, arie de protecție specială avifaunistică — SPA) din Letonia întinsă pe o suprafață de 159,39 ha, integral pe uscat.

## Localizare
Centrul sitului Eglone este situat la coordonatele 56°11′11″N 26°06′46″E / 56.1864°N 26.1129°E.

## Înființare
Situl Eglone a fost declarat arie de protecție specială avifaunistică în decembrie 2003 pentru a proteja 1 specie de plante și 5 specii de animale. Alte tipuri de protecție:
- sit de importanță comunitară (în mai 2004)
- arie specială de conservare (în mai 2004)[1][3][4]

## Biodiversitate
Situată în ecoregiunea boreală, aria protejată conține 7 habitate naturale: Pajiști cu Molinia pe soluri calcaroase, turboase sau argilos-nămoloase (Molinion caeruleae), Pajiști aluvionare boreale nordice, Fânețe de joasă altitudine (Alopecurus pratensis, Sanguisorba officinalis), Pajiști din zone de pădure fino-scandinave, Taiga vestică, Păduri caducifoliate bătrâne naturale hemiboreale fino-scandinave (Quercus, Tilia, Acer, Fraxinus sau Ulmus) bogate în specii epifite, Păduri caducifoliate de mlaștină fino-scandinave.
La baza desemnării sitului se află mai multe specii protejate:
- plante (1): turiță (Agrimonia pilosa)
- păsări (3): ciocănitoare cu spate alb (Dendrocopos leucotos), ciocănitoarea de stejar (Dendrocopos medius), ciocănitoare neagră (Dryocopus martius)
- nevertebrate (2): fluturele purpuriu (Lycaena dispar), Osmoderma barnabita

Pe lângă speciile protejate, pe teritoriul sitului au mai fost identificate 2 specii de plante.